# Campeonato Europeo Sub-18 1970
El Campeonato Europeo Sub-18 1970 se llevó a cabo en Escocia del 16 al 25 de mayo y contó con la participación de 16 selecciones juveniles de Europa provenientes de una fase eliminatoria.
Alemania Democrática venció en la final a Países Bajos para conseguir el título por segunda ocasión.

## Eliminatoria

### Grupo 1
| País     | J | G | E | P | GF | GC | GD | Pts |
| -------- | - | - | - | - | -- | -- | -- | --- |
| Francia  | 4 | 2 | 1 | 1 | 7  | 3  | +4 | 5   |
| España   | 4 | 2 | 0 | 2 | 7  | 10 | –3 | 4   |
| Portugal | 4 | 1 | 1 | 2 | 6  | 7  | –1 | 3   |

|  | Francia  | 3–0 | Portugal |
|  | Portugal | 4–0 | España   |
|  | Portugal | 0–0 | Francia  |
|  | España   | 4–2 | Portugal |
|  | España   | 1–3 | Francia  |
|  | Francia  | 1–2 | España   |

### Grupo 2
| Equipo 1 | Agr.   | Equipo 2 | Ida | Vuelta |
| -------- | ------ | -------- | --- | ------ |
| Grecia   | 2–2(a) | Turquía  | 2–1 | 0–1    |

### Grupo 3
| País            | J | G | E | P | GF | GC | GD | Pts |
| --------------- | - | - | - | - | -- | -- | -- | --- |
| Rumania         | 4 | 1 | 3 | 0 | 3  | 2  | +1 | 5   |
| Unión Soviética | 4 | 1 | 2 | 1 | 4  | 2  | +2 | 4   |
| Polonia         | 4 | 1 | 1 | 2 | 2  | 5  | –3 | 3   |

|  | Unión Soviética | 3–0 | Polonia         |
|  | Unión Soviética | 0–0 | Rumania         |
|  | Polonia         | 1–0 | Unión Soviética |
|  | Polonia         | 1–1 | Rumania         |
|  | Rumania         | 1–1 | Unión Soviética |
|  | Rumania         | 1–0 | Polonia         |

### Grupo 4
| País       | J | G | E | P | GF | GC | GD  | Pts |
| ---------- | - | - | - | - | -- | -- | --- | --- |
| Gales      | 4 | 2 | 2 | 0 | 5  | 1  | +4  | 6   |
| Inglaterra | 4 | 2 | 1 | 1 | 15 | 3  | +12 | 5   |
| Irlanda    | 4 | 0 | 1 | 3 | 1  | 17 | –16 | 1   |

|  | Irlanda    | 0–0  | Gales      |
|  | Irlanda    | 1–4  | Inglaterra |
|  | Inglaterra | 10–0 | Irlanda    |
|  | Gales      | 0–0  | Inglaterra |
|  | Inglaterra | 1–2  | Gales      |
|  | Gales      | 3–0  | Irlanda    |

### Grupo 5
| País             | J | G | E | P | GF | GC | GD | Pts |
| ---------------- | - | - | - | - | -- | -- | -- | --- |
| Alemania Federal | 4 | 3 | 0 | 1 | 4  | 2  | +2 | 6   |
| Yugoslavia       | 4 | 2 | 1 | 1 | 4  | 2  | +2 | 5   |
| Checoslovaquia   | 4 | 0 | 1 | 3 | 2  | 6  | –4 | 1   |

|  | Yugoslavia       | 2–0 | Checoslovaquia   |
|  | Checoslovaquia   | 0–1 | Alemania Federal |
|  | Alemania Federal | 1–0 | Yugoslavia       |
|  | Checoslovaquia   | 1–1 | Yugoslavia       |
|  | Yugoslavia       | 1–0 | Alemania Federal |
|  | Alemania Federal | 2–1 | Checoslovaquia   |

### Grupo 6
| Equipo 1             | Agr. | Equipo 2 | Ida | Vuelta |
| -------------------- | ---- | -------- | --- | ------ |
| Alemania Democrática | 6–1  | Austria  | 4–1 | 2–0    |

## Clasificados
| - Bélgica - Bulgaria - Alemania Democrática - Finlandia | - Francia - Alemania Federal - Hungría - Italia | - Países Bajos - Noruega - Rumania - Escocia (anfitrión) | - Suecia - Suiza - Turquía - Gales |

## Fase de grupos

### Grupo A
| País     | J | G | E | P | GF | GC | GD | Pts |
| -------- | - | - | - | - | -- | -- | -- | --- |
| Escocia  | 3 | 2 | 1 | 0 | 9  | 3  | +6 | 5   |
| Bulgaria | 3 | 2 | 1 | 0 | 7  | 3  | +4 | 5   |
| Suecia   | 3 | 1 | 0 | 2 | 2  | 8  | –6 | 2   |
| Italia   | 3 | 0 | 0 | 3 | 2  | 6  | –4 | 0   |

| 16 mayo | Bulgaria | 2–2 | Escocia  |
|         | Suecia   | 2–0 | Italia   |
| 18 mayo | Bulgaria | 3–0 | Suecia   |
|         | Escocia  | 2–1 | Italia   |
| 20 mayo | Italia   | 1-2 | Bulgaria |
|         | Escocia  | 5–0 | Suecia   |

### Grupo B
| País      | J | G | E | P | GF | GC | GD | Pts |
| --------- | - | - | - | - | -- | -- | -- | --- |
| Francia   | 3 | 2 | 1 | 0 | 6  | 0  | +6 | 5   |
| Hungría   | 3 | 2 | 1 | 0 | 5  | 0  | +5 | 5   |
| Finlandia | 3 | 1 | 0 | 2 | 2  | 7  | –5 | 2   |
| Noruega   | 3 | 0 | 0 | 3 | 0  | 6  | –6 | 0   |

| 16 mayo | Noruega   | 0-3 | Francia   |
|         | Hungría   | 4–0 | Finlandia |
| 18 mayo | Francia   | 0–0 | Hungría   |
|         | Finlandia | 2–0 | Noruega   |
| 20 mayo | Francia   | 3–0 | Finlandia |
|         | Hungría   | 1–0 | Noruega   |

### Grupo C
| País             | J | G | E | P | GF | GC | GD | Pts |
| ---------------- | - | - | - | - | -- | -- | -- | --- |
| Países Bajos     | 3 | 2 | 1 | 0 | 9  | 3  | +6 | 5   |
| Alemania Federal | 3 | 2 | 0 | 1 | 6  | 5  | +1 | 4   |
| Suiza            | 3 | 1 | 0 | 2 | 3  | 8  | –5 | 2   |
| Gales            | 3 | 0 | 1 | 2 | 3  | 5  | –2 | 1   |

| 16 mayo | Países Bajos     | 6–1 | Suiza            |
|         | Alemania Federal | 3–2 | Gales            |
| 18 mayo | Gales            | 1–1 | Países Bajos     |
|         | Alemania Federal | 2–1 | Suiza            |
| 20 mayo | Países Bajos     | 2–1 | Alemania Federal |
|         | Suiza            | 1–0 | Gales            |

### Grupo D
| País                 | J | G | E | P | GF | GC | GD | Pts |
| -------------------- | - | - | - | - | -- | -- | -- | --- |
| Alemania Democrática | 3 | 2 | 1 | 0 | 3  | 0  | +3 | 5   |
| Bélgica              | 3 | 2 | 0 | 1 | 5  | 4  | +1 | 4   |
| Rumania              | 3 | 0 | 2 | 1 | 2  | 3  | –1 | 2   |
| Turquía              | 3 | 0 | 1 | 2 | 0  | 3  | –3 | 1   |

| 16 mayo | Bélgica              | 3–2 | Rumania              |
|         | Turquía              | 0-1 | Alemania Democrática |
| 18 mayo | Alemania Democrática | 2–0 | Bélgica              |
|         | Rumania              | 0–0 | Turquía              |
| 20 mayo | Turquía              | 0-2 | Bélgica              |
|         | Rumania              | 0–0 | Alemania Democrática |

## Fase final
|  | Semifinales              | Semifinales              |   |                     | Final               | Final |  |
|  |                          |                          |   |                     |                     |       |  |
|  |                          |                          |   |                     |                     |       |  |
|  | Glasgow, 23 de mayo      |                          |   |                     |                     |       |  |
|  | Países Bajos             | 1                        |   |                     |                     |       |  |
|  | Escocia                  | 0                        |   |                     |                     |       |  |
|  |                          |                          |   |                     |                     |       |  |
|  |                          |                          |   |                     | Glasgow, 25 de mayo |       |  |
|  |                          |                          |   |                     | Países Bajos        | 1     |  |
|  |                          | Alemania Democrática (M) | 1 |                     |                     |       |  |
|  |                          |                          |   |                     |                     |       |  |
|  |                          |                          |   |                     |                     |       |  |
|  |                          |                          |   |                     | Tercer lugar        |       |  |
|  | Ayr, 23 de mayo          | Ayr, 23 de mayo          |   | Glasgow, 25 de mayo | Glasgow, 25 de mayo |       |  |
|  | Francia                  | 1                        |   | Escocia             | 2                   |       |  |
|  | Alemania Democrática (M) | 1                        |   |                     | Francia             | 0     |  |

## Campeón
| Eurocopa Sub-18 1970           |
| ------------------------------ |
| Bandera de Alemania Oriental   |
| Alemania Democrática 2º Título |